# Pierre d'Allarde
Pierre Gilbert Le Roy, baron d'Allarde, né à Montluçon le 9 août 1748, et mort à Besançon le 9 septembre 1809, est un homme politique français.

## Biographie
Issu d'une famille noble, Pierre d'Allarde devient militaire assez jeune. Avant la Révolution française, il est capitaine au régiment des chasseurs de Franche-Comté.
En 1789, il est élu député de la noblesse du bailliage de Saint-Pierre-le-Moûtier. Malgré son état militaire, il s'occupe surtout de questions financières et économiques. Dans ces questions financières, il s'oppose aux théories physiocratiques de Necker et Dupont de Nemours.
En 1791, il passe au devant de la scène politique en étant à l'origine d'un décret pour la reddition des comptes des receveurs des décimes, puis en faisant adopter l'institution des patentes. Son œuvre la plus connue est le « Décret d'Allarde » (2 et 17 mars 1791), qui abolit jurandes et maîtrises. Ce décret, qui vise à promouvoir la liberté de profession et de commerce, est complété quelques mois après par la Loi Le Chapelier.
Après la fin de l'Assemblée constituante, d'Allarde quitte la vie politique et se livre au commerce. Après le 18 Brumaire, il devient régisseur (directeur) de l’octroi municipal de Paris, mais fait faillite en 1803.
Il se retire alors sur ses terres en Franche-Comté, et meurt à Besançon en 1809.